# Пјанела (Пистоја)
Пјанела је насеље у Италији у округу Пистоја, региону Тоскана.
Према процени из 2011. у насељу је живело 18 становника. Насеље се налази на надморској висини од 336 м.